# جوديانا ماكوفسكي
جوديانا ماكوفسكي (بالإنجليزية: Judianna Makovsky)‏ (من مواليد 24 أغسطس 1967) هي مصممة أزياء أمريكية، وربما تشتهر بعملها في أفلام هاري بوتر وفيلسوف ستون (2001) و سيبيسكيت (2003) و مباريات الجوع (2012)، وكذلك مختلف الأفلام داخل عالم مارفل السينمائي.
وتلقت ثلاثة ترشيحات لجوائز الأوسكار حتى الآن.

## ترشيحات أوسكار
جميع الترشيحات الثلاثة هي في فئة أفضل تصميم ملابس.
• جوائز الاوسكار الحادية والسبعين لجائزة بليسانتفيل. فقد لشكسبير في الحب.  
• جوائز الاوسكار ال 74 - ترشيح لجائزة هاري بوتر وحجر الفيلسوف. خسر أمام مولان روج!  
• جوائز الاوسكار ال 76 ترشيحها لالبسكويت. فقد إلى سيد الخواتم: عودة الملك.

## فيلموغرافيا مختارة
• المنتقمون: نهاية اللعبة (2019).  
• المنتقمون: حرب اللانهاية (2018).  
• حراس المجرة المجلد. 2 (2017).  
• كابتن أمريكا: الحرب الأهلية (2016).  
• كابتن أمريكا: الجندي الشتوي (2014).  
• ألعاب الجوع (2012).  
• سيرك دو فريك: مساعد مصاص الدماء (2009).  
• الكنز الوطني: كتاب الأسرار (2007).  
• العاشر من الرجال: الموقف الأخير (2006).  
• الكنز الوطني (2004).  
• بسكويت (2003).  
• هاري بوتر وحجر الفيلسوف (2001).  
• أسطورة باجر فانس (2000).  
• لحب اللعبة (1999).  
• بليزانتفيل (1998).  
• محامي الشيطان (1997).  
• أميرة صغيرة (1995).  
• السريع والموتى (1995).  
• ديك تريسي (1990).  
• عكس فورتشن (1990).  

• تاكر: الرجل وحلمه (1988) (مصمم ملابس مشارك).
1. ↑  Internet Movie Database (بالإنجليزية), QID:Q37312

## روابط خارجية
- جوديانا ماكوفسكي على موقع IMDb (الإنجليزية)
- جوديانا ماكوفسكي على موقع قاعدة بيانات الفيلم (الإنجليزية)